# Stefan Żeromski
Stefan Żeromski (ur. 14 października 1864 w Strawczynie, zm. 20 listopada 1925 w Warszawie) – polski prozaik, publicysta, dramaturg; pierwszy prezes polskiego PEN Clubu, prezydent Rzeczypospolitej Zakopiańskiej. Czterokrotnie nominowany do Nagrody Nobla w dziedzinie literatury (1921, 1922, 1923, 1924). Jeden z najwybitniejszych pisarzy polskich w historii. Kawaler Orderu Orła Białego.
Stefan Żeromski był znany również pod pseudonimami Maurycy Zych, Józef Katerla (panieńskie nazwisko matki) i Stefan Iksmoreż (ananim). Ze względu na zaangażowanie społeczne nazwany był „sumieniem polskiej literatury” lub „sumieniem narodu”.

## Życiorys

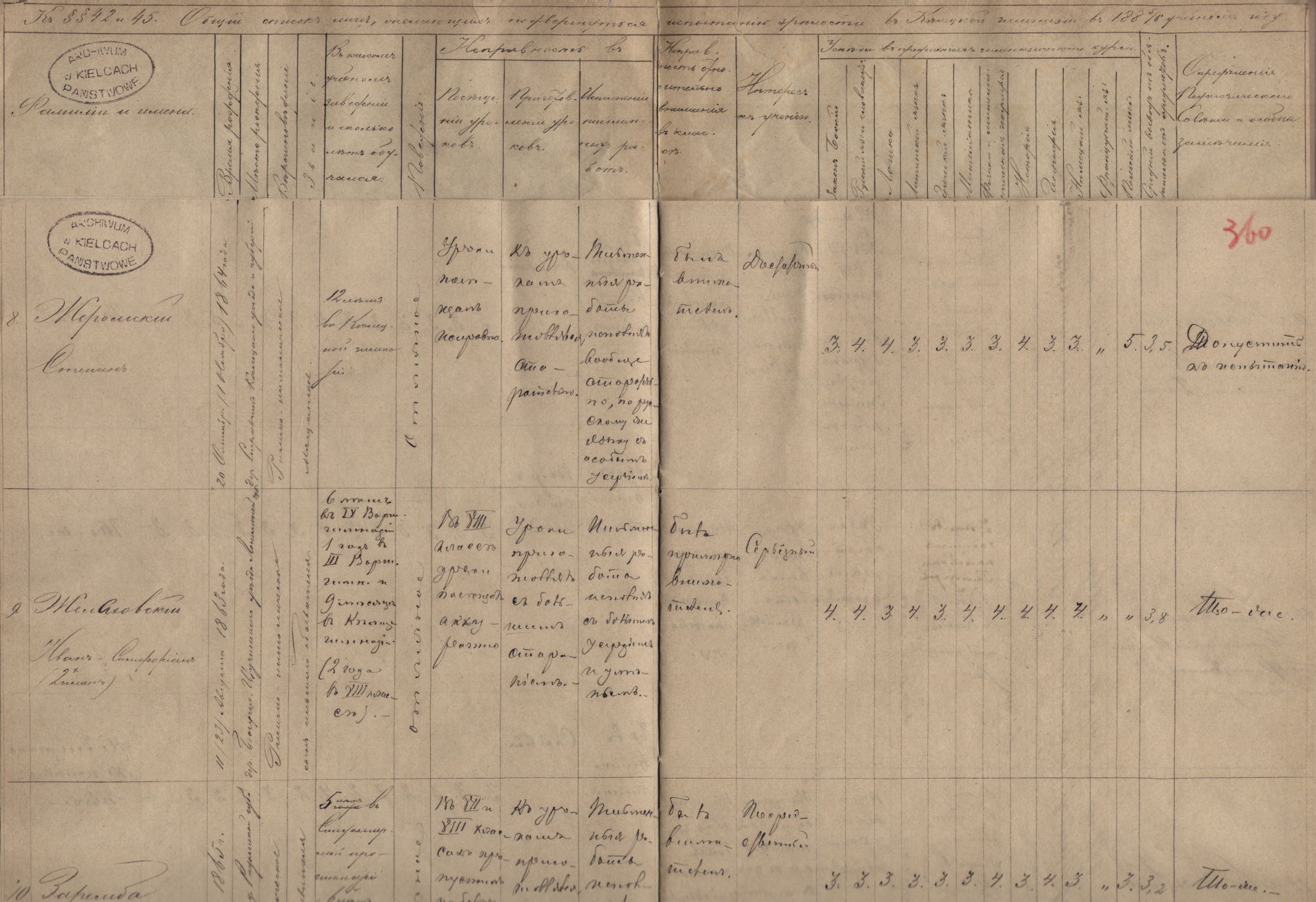
Katalog ocen Stefana Żeromskiego w Kieleckim Gimnazjum Męskim (1886)

Stefan Żeromski pochodził ze zubożałej rodziny szlacheckiej Wincentego Żeromskiego herbu Jelita i Józefy z Katerlów herbu Poraj. Wychował się w Ciekotach w Górach Świętokrzyskich. Jego ojciec przed powstaniem utracił majątek i aby utrzymać rodzinę, został dzierżawcą folwarków. W 1863 wspierał Polaków walczących w powstaniu styczniowym. Żeromski stracił matkę w 1879, a ojca – 1883, oboje pochowani w Leszczynach.
W czasie powstania styczniowego w bitwie pod Czarncą zginął Gustaw Saski (1846–1863), brat cioteczny Stefana Żeromskiego.

W 1873 dziewięcioletni Stefan trafił na rok do szkoły początkowej w Psarach. W 1874 rozpoczął naukę w Męskim Gimnazjum Rządowym w Kielcach; jego nauczycielem był m.in. Antoni Gustaw Bem. Z tego okresu pochodzą jego pierwsze próby literackie – wiersze, dramaty, przekłady z literatury rosyjskiej. Zadebiutował w 1882 w numerze 27 „Tygodnika Mód i Powieści” przekładem wiersza Lermontowa i w „Przyjacielu Dzieci” wierszem „Piosenka rolnika”. Nauka w szkole trwała dziewięć lat, ale przyszły pisarz w murach budynku spędził ich aż 12. Trzykrotnie bowiem powtarzał klasy na różnych etapach edukacji. Miał problemy z niektórymi przedmiotami, na przykład matematyką. Trudności finansowe i początki gruźlicy spowodowały, że gimnazjum ukończył w 1886 bez uzyskania matury. W tym samym roku rozpoczął studia w Instytucie Weterynarii w Warszawie (uczelnia nie wymagała matury). Tam zetknął się z ruchem socjalistycznym, działał m.in. w tajnej akcji oświatowej wśród rzemieślników i robotników.

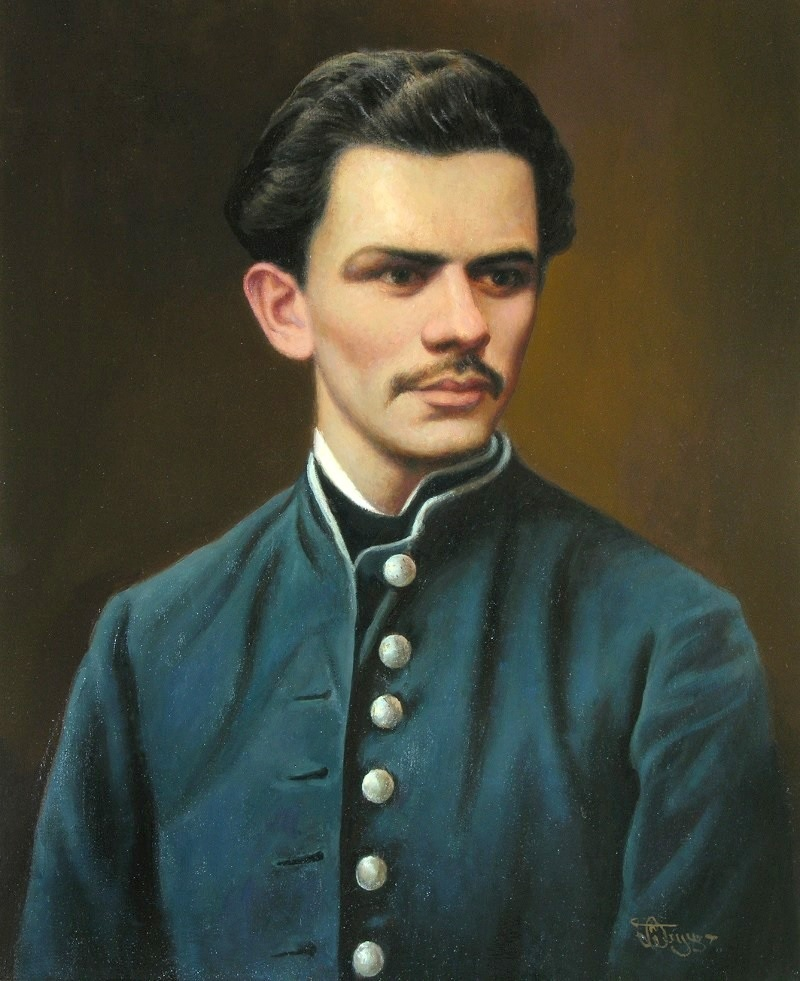
Portret Stefana Żeromskiego w młodości (ok. 1885)

W 1889 zmuszony został porzucić studia z powodów finansowych i zaczął pracować jako guwerner w domach ziemiańskich, między innymi w Łysowie (obecnie gmina Przesmyki k. Siedlec) i w Nałęczowie. W Nałęczowie poznał m.in. doktora Władysława Matlakowskiego. Od 1889 jego utwory ukazywały się na łamach „Tygodnika Powszechnego”, „Głosu”, „Nowej Reformy”.
Wiosną 1892 r. Żeromski, za radą doktora Matlakowskiego, udał się po raz pierwszy do Zakopanego, gdzie przebywał od 25 kwietnia do 18 czerwca. Odbył wówczas wiele wycieczek w Tatry. W czasie kolejnych w nich pobytów poznał doliny Strążyską, Białego, Gąsienicową. Odbył wycieczkę przez Zawrat do Doliny Pięciu Stawów i dalej przez Świstówkę do Morskiego Oka, zwiedził Dolinę Roztoki i Wodogrzmoty Mickiewicza. Poznał doliny Kościeliską i Chochołowską, przez które odbywał wyprawy w głąb Tatr Zachodnich, dotarł również do ich południowych podnóży. Obrazy i wrażenia z tych wycieczek utrwalił później na kartach niektórych swoich utworów (m.in. w Popiołach). Podczas tego pobytu poznał m.in. Stanisława Witkiewicza i wybitnego filologa i etnografa Bronisława Dembowskiego.
W 1892 przebywał krótko w Zurychu, Wiedniu, Pradze i Krakowie. Jesienią tego roku ożenił się z Oktawią z Radziwiłłowiczów Rodkiewiczową, którą poznał w Nałęczowie, po czym wyjechał z żoną i jej córeczką z pierwszego małżeństwa do Szwajcarii, gdzie objął posadę zastępcy bibliotekarza w Muzeum Narodowym Polskim w Rapperswilu. Tam powstawały m.in. Syzyfowe prace. W Szwajcarii zetknął się m.in. z Gabrielem Narutowiczem, Edwardem Abramowskim. W latach 1895 i 1898 ukazały się zbiory opowiadań Żeromskiego.
Na przełomie XIX i XX wieku przyjeżdżał do Kielc z myślą o zamieszkaniu w mieście i prowadzeniu tam działalności kulturalnej. Być może to pod jego wpływem Leon Rygier założył tygodnik postępowo-demokratyczny „Echa Kieleckie”, w którym ukazały się przedruki Ech leśnych i Zemsta jest moją... Żeromskiego. Po powrocie do kraju w 1897 pracował jako pomocnik bibliotekarza w Bibliotece Ordynacji Zamojskiej w Warszawie. Ukazały się wówczas Syzyfowe prace. W 1899 Żeromskim urodził się syn Adam. W tym samym roku ukazali się Ludzie bezdomni. W 1904 r. u Gebethnera i Wolffa wyszła powieść Popioły, drukowana zresztą w odcinkach już od 1902 r. w warszawskim Tygodniku Illustrowanym. Jej sukces wydawniczy pozwolił Żeromskiemu porzucić pracę w Bibliotece Ordynacji i przenieść się wraz z rodziną prawie na rok do Zakopanego. Mógł całkowicie poświęcić się pracy pisarskiej. Od chwili wybuchu rewolucji 1905 w Królestwie Polskim działał w organizacjach demokratycznych i socjalistycznych, zbliżył się wówczas do Polskiej Partii Socjalistycznej. Ruchowi rewolucyjnemu z lat 1905–1907 poświęcił kilka swoich prac, m.in. opowiadania: Sen o szpadzie, Nagi bruk i Nokturn oraz dramat Róża. Żeromski zainicjował założenie Uniwersytetu Ludowego, organizował kursy dokształcające dla uczniów szkoły rzemieślniczej, w jego domu, tzw. Chacie, prowadzono ochronkę i tajną szkołę. Z jego inspiracji w Nałęczowie powstała robotnicza grupa teatralna pod przewodnictwem rzeźbiarza i publicysty Józefa Gardeckiego. Grupa wystawiła zakazaną wówczas sztukę – III część Dziadów. Wśród widzów był m.in. Bolesław Prus.
Pod koniec 1908 Stefan Żeromski i Rafał Radziwiłłowicz złożyli propozycję Józefowi Piłsudskiemu wstąpienia do wolnomularstwa. Sugerowane związki S. Żeromskiego z wolnomularzami nie znajdują potwierdzenia w bardziej wiarygodnych źródłach, a oparte są na szczegółowym opisie przyjmowania nowego członka do loży wolnomularskiej zamieszczonym w Popiołach. Najprawdopodobniej konsultantem tego fragmentu był jego szwagier – Rafał Radziwiłłowicz, brat żony Oktawii. W 1909 wyjechał z rodziną do Paryża, gdzie mieszkał trzy lata.

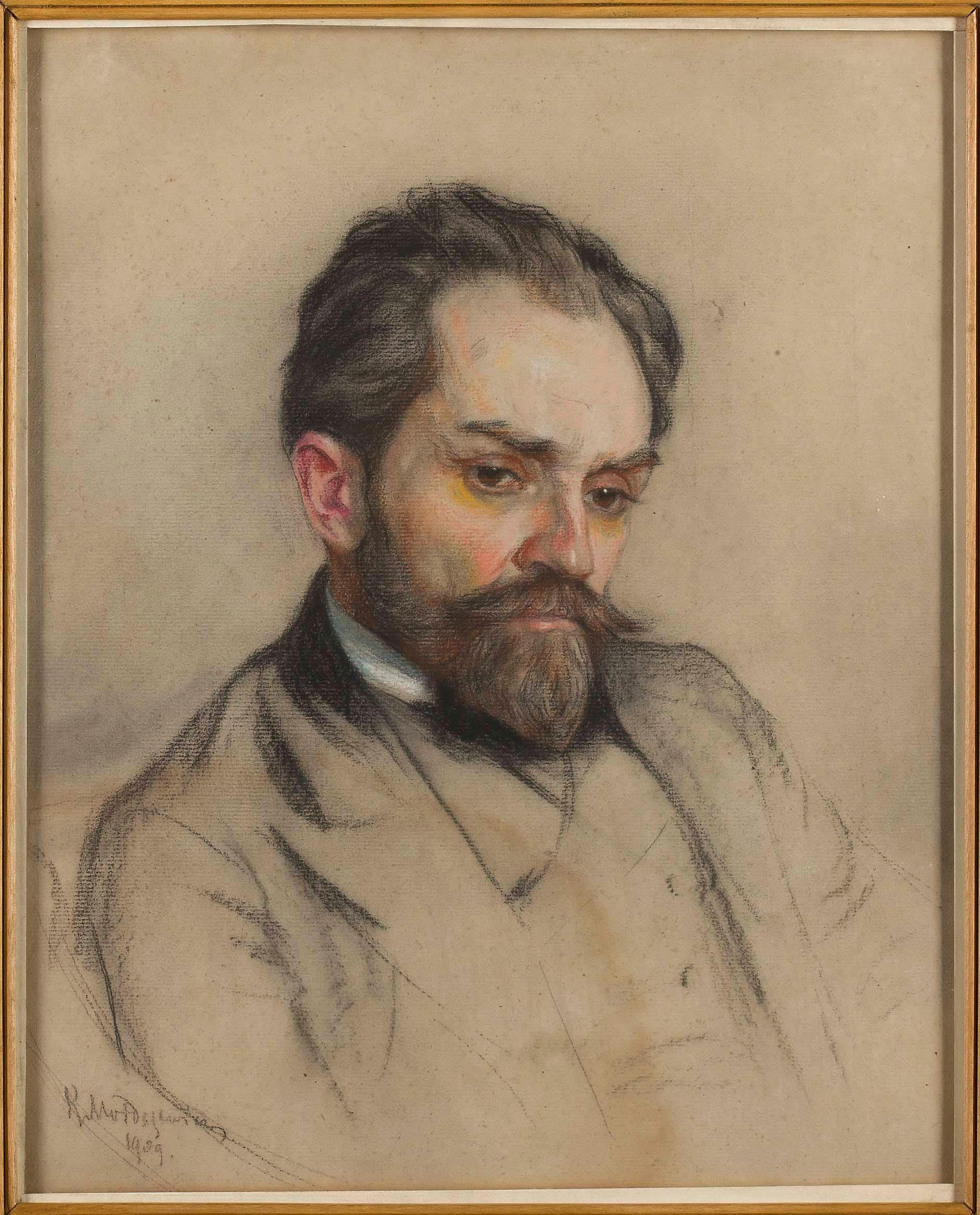
Portret Stefana Żeromskiego – pastel Kazimierza Mordasewicza (1909)

W 1910 r. podpisał się pod listem otwartym w sprawie pochowania ciała Juliusza Słowackiego na Wawelu. Po odmowie biskupa krakowskiego, kardynała Puzyny, obok Sienkiewicza, Witkiewicza, Micińskiego i in. poparł projekt umieszczenia grobowca Słowackiego w Tatrach, we wnęce turni Kościelca.
Po powrocie do kraju osiedlił się w Zakopanem. Uczestniczył w zjeździe w Zakopanem w sierpniu 1912, na którym powołano Polski Skarb Wojskowy. W 1913 założył nową rodzinę z poznaną w 1908 malarką Anną Zawadzką z Siedlec, to właśnie Siedlce uwiecznił w Przedwiośniu jako rodzinne miasto i obiekt tęsknoty Jadwigi Barykowej. Owocem tego związku była córka Monika. Mimo że Anna Zawadzka nigdy nie zawarła związku małżeńskiego ze Stefanem Żeromskim, to w swoim testamencie napisał on, że uznaje ją za swoją prawowitą żonę i w związku z powyższym cały swój majątek zapisuje jej oraz córce zrodzonej z ich związku. Syn Żeromskiego, Adam, sprzeciwił się romansowi swojego ojca z Zawadzką i doszło między nimi do sprzeczki. 

Za protest dostał w twarz z uwagą, że gdy dorośnie, będzie robił to samo. Rozżalony, z mieszkania przy ul. Garncarskiej wybiegł na pobliskie Błonia moknące w deszczu, i tam go po kilku godzinach znaleziono leżącego i łkającego.

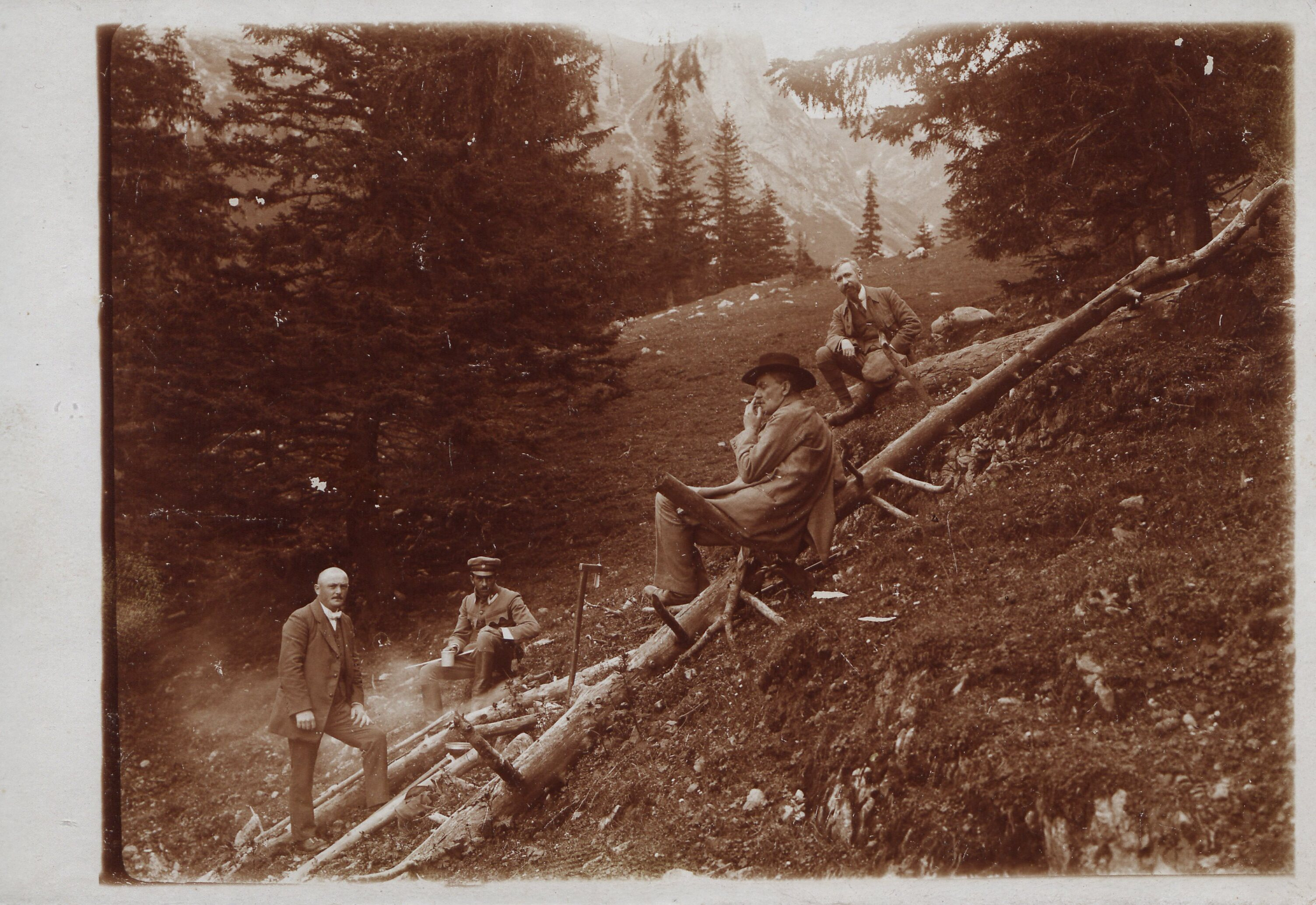
Stefan Żeromski (w środku) w Tatrach (1916)

Po wybuchu I wojny światowej Stefan Żeromski zgłosił się do Legionów Polskich, jednak nigdy nie brał udziału w walkach. Wrócił do Zakopanego. Wspólnie z Janem Kasprowiczem i Medardem Kozłowskim stworzył Organizację Narodową. Działał w pracach Naczelnego Komitetu Zakopiańskiego. Był prezydentem Rzeczypospolitej Zakopiańskiej. 30 lipca 1918 zmarł na gruźlicę jego dziewiętnastoletni syn Adam. Żeromski zadedykował mu tekst publicystyczny o tematyce społeczno-politycznej pt. Początek świata pracy.

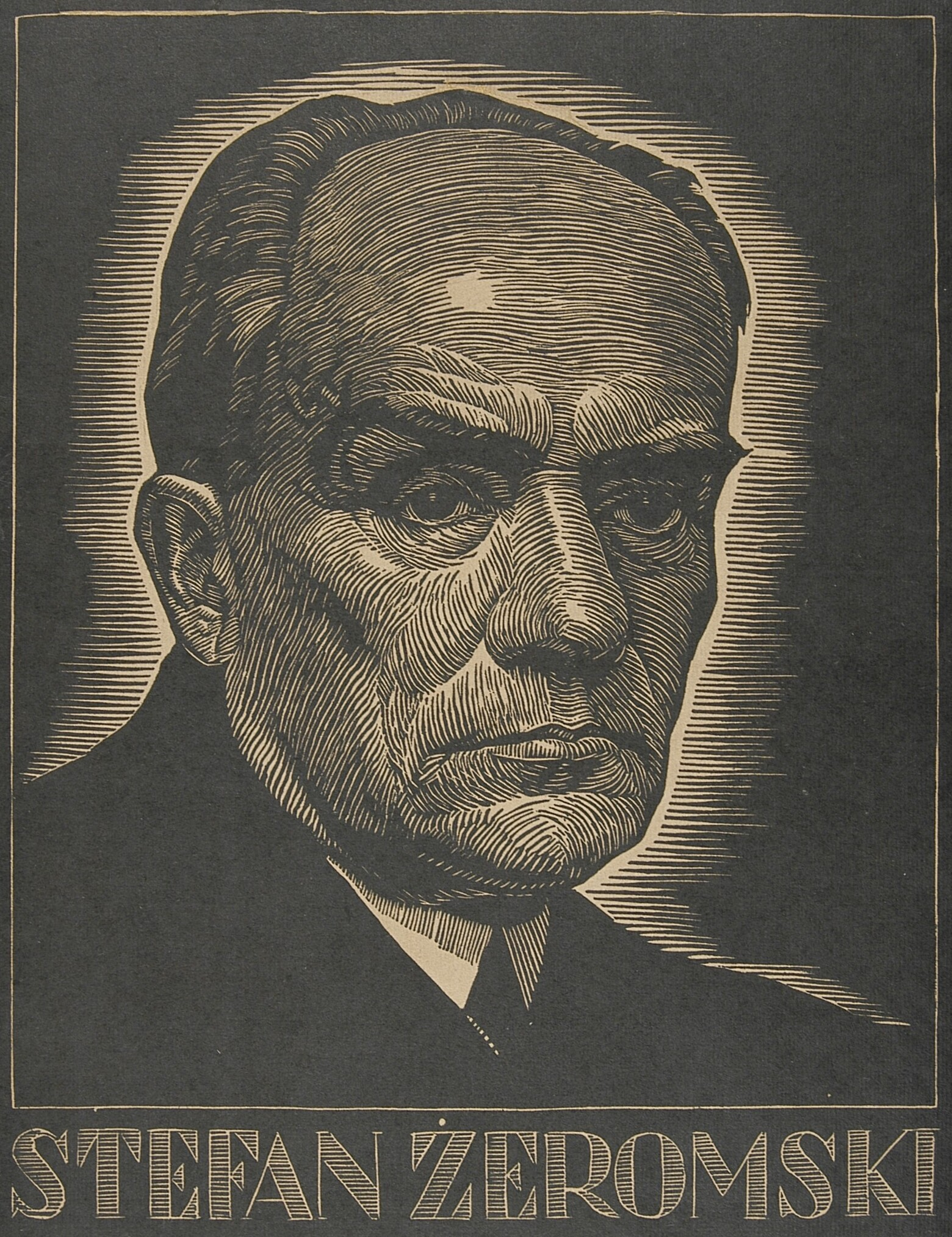
Stefan Żeromski, drzeworyt Władysława Skoczylasa (ok. 1918)

Podczas wojny polsko-bolszewickiej w 1920 współpracował z kierowanym przez ppłk. Mariana Dienstla-Dąbrowę Wydziałem Propagandy Armii Ochotniczej. 22 października 1920 został członkiem Obywatelskiego Komitetu Wykonawczego Obrony Państwa. W niepodległej Polsce Żeromski zamieszkał w Warszawie, gdzie brał znaczący udział w życiu literackim. Uczestniczył, wraz z Janem Kasprowiczem, w akcji przedplebiscytowej w regionie Powiśla celem przyłączenia tych terenów do Polski, między innymi w Iławie, Suszu, Prabutach, Kwidzynie, Sztumie, Grudziądzu i wielu innych miejscowościach Warmii, Mazur i powiatów nadwiślańskich (Powiśla). Był delegatem na zjazd Związku Zawodowego Literatów Polskich 4 lutego 1922 w Warszawie. Był inicjatorem projektu Akademii Literatury, Straży Piśmiennictwa Polskiego, a w 1925 został założycielem i pierwszym prezesem polskiego oddziału PEN Clubu. W latach dwudziestych osiedlił się w Konstancinie-Jeziornie pod Warszawą w willi Świt, a w 1924 prezydent Stanisław Wojciechowski przydzielił mu trzypokojowe mieszkanie na drugim piętrze Zamku Królewskiego w Warszawie. W 1922 ukazała się powieść Wiatr od morza, za którą otrzymał Państwową Nagrodę Literacką, a w 1924 wydał powieść Przedwiośnie.

16 maja 1925 przyznano mu tytuł członka honorowego Towarzystwa Dziennikarzy Polskich we Lwowie. Filister honoris causa polskiej korporacji akademickiej „Pomerania”.

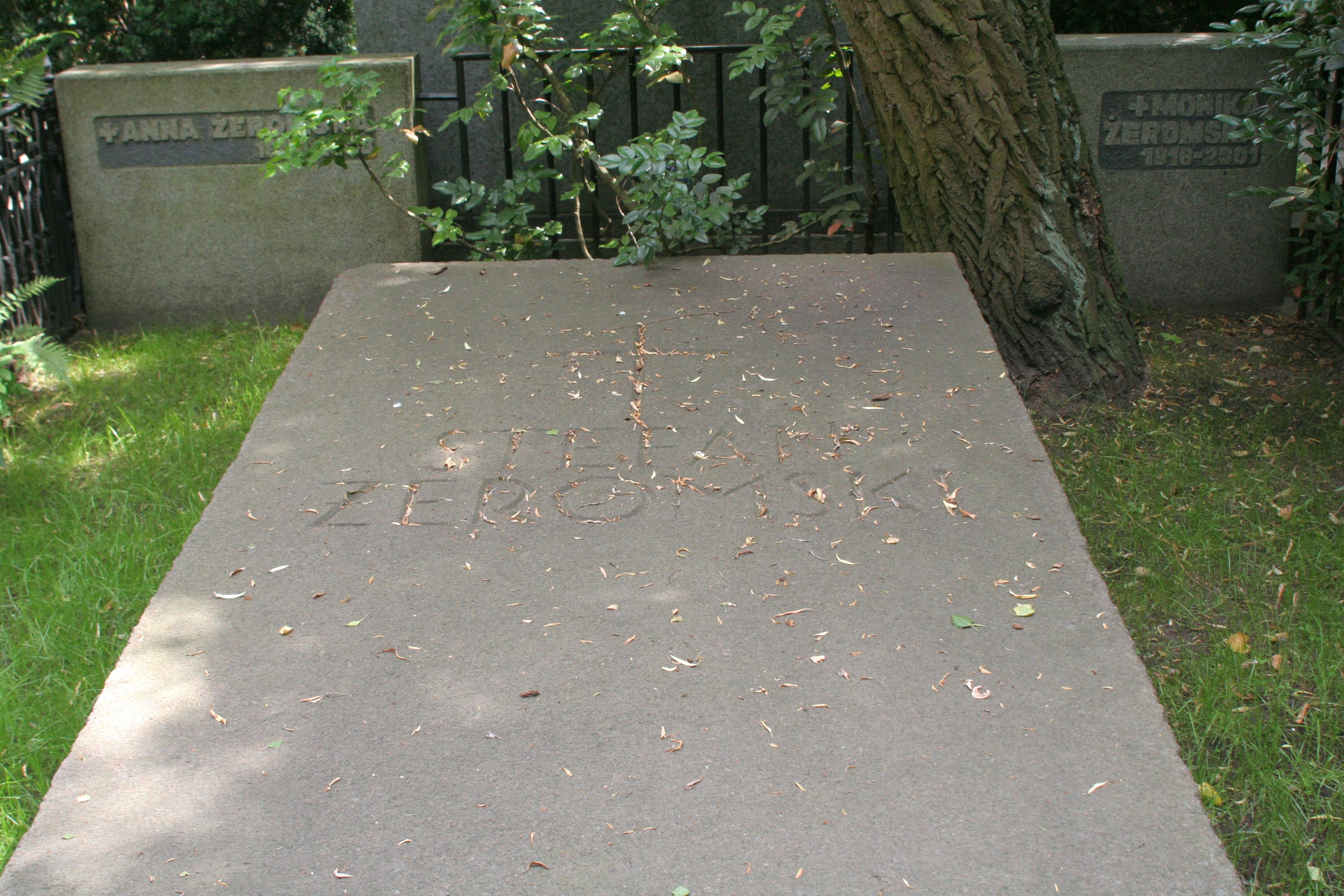
Nagrobek Stefana Żeromskiego (2015)

Złożony ciężką chorobą w połowie 1925 przebywał w Konstancinie. Zmarł 20 listopada 1925. Tego dnia – na dwa tygodnie przed własną śmiercią – Władysław Reymont napisał:

Dzisiaj umarł Żeromski, cios to dla mnie okrutny z wielu powodów. Umarł na serce. Był o parę lat starszy ode mnie, ale miał szaloną wolę życia i energię. Strata ta polskiej literatury niezastąpiona. Uwielbiałem Go jako genialnego pisarza. Naturalnie, ta nagła śmierć źle podziałała i na mój stan zdrowia. Teraz bowiem na mnie przychodzi kolej umierania.

Żeromski został pochowany na cmentarzu ewangelicko-reformowanym w Warszawie (F/4/1).

## Poglądy
Stefan Żeromski w swoich dziełach poruszał często problematykę społeczną. W centrum jego zainteresowań znalazły się ubóstwo, katastrofalne położenie robotników i chłopów, i obserwacje tych grup zbliżyły go do poglądów socjalistycznych – w czasie rewolucji 1905 sprzyjał Polskiej Partii Socjalistycznej; ciągłymi inspiracjami były dla niego: myśl Edwarda Abramowskiego, teoretyka i praktyka spółdzielczości, oraz teorie: syndykalistyczna Georges’a Sorela (cenił sobie jego dzieło Réflexions sur la violence) i Édouarda Dufour (Le syndicalisme et la prochaine révolution), czemu dał wyraz w społeczno-politycznej pracy pt. Początek świata pracy, powstałej u zarania II RP, w 1918 r.
Był agnostykiem, miał poglądy antyklerykalne.

## Ordery i odznaczenia
- Order Orła Białego (pośmiertnie, 6 listopada 2018)[45][46]
- Wielka Wstęga Orderu Odrodzenia Polski (30 kwietnia 1925)[47][48]
- Krzyż Komandorski Orderu Odrodzenia Polski (29 grudnia 1921)[49][50]

## Dzieła
- Charitas (1919) (cz. 3 cyklu Walka z szatanem)
- Doktor Piotr (1895)
- Duma o hetmanie (1908)
- Dzieje grzechu[51][52] (1908)
- Dzienniki (1953–1956)
- Echa leśne (1905)
- Firlykowe Wzgórze
- Ludzie bezdomni[53][54] (1900)
- Na probostwie w Wyszkowie (1920)
- Nawracanie Judasza (1916) (cz. 1 cyklu Walka z szatanem)
- O żołnierzu tułaczu (1896)
- Oko za oko[55] (1893)
- Popioły (1902)
- Przedwiośnie[56] (1924)
- Puszcza jodłowa (1925)
- Rozdzióbią nas kruki, wrony (1895)
- Róża (1909)
- Sen o szpadzie
- Siłaczka[57] (1895)
- Sułkowski (1910)
- Syzyfowe prace (1897)
- Trylogia nadmorska – Wisła, Wiatr od morza, Międzymorze (1922)
- Uciekła mi przepióreczka[58] (1924)
- Uroda życia (1912)
- Wiatr od morza (1922)
- Wierna rzeka (1912)
- Zamieć (1916) (cz. 2 cyklu Walka z szatanem)
- Zapomnienie
- Zmierzch (1892)

## Galeria

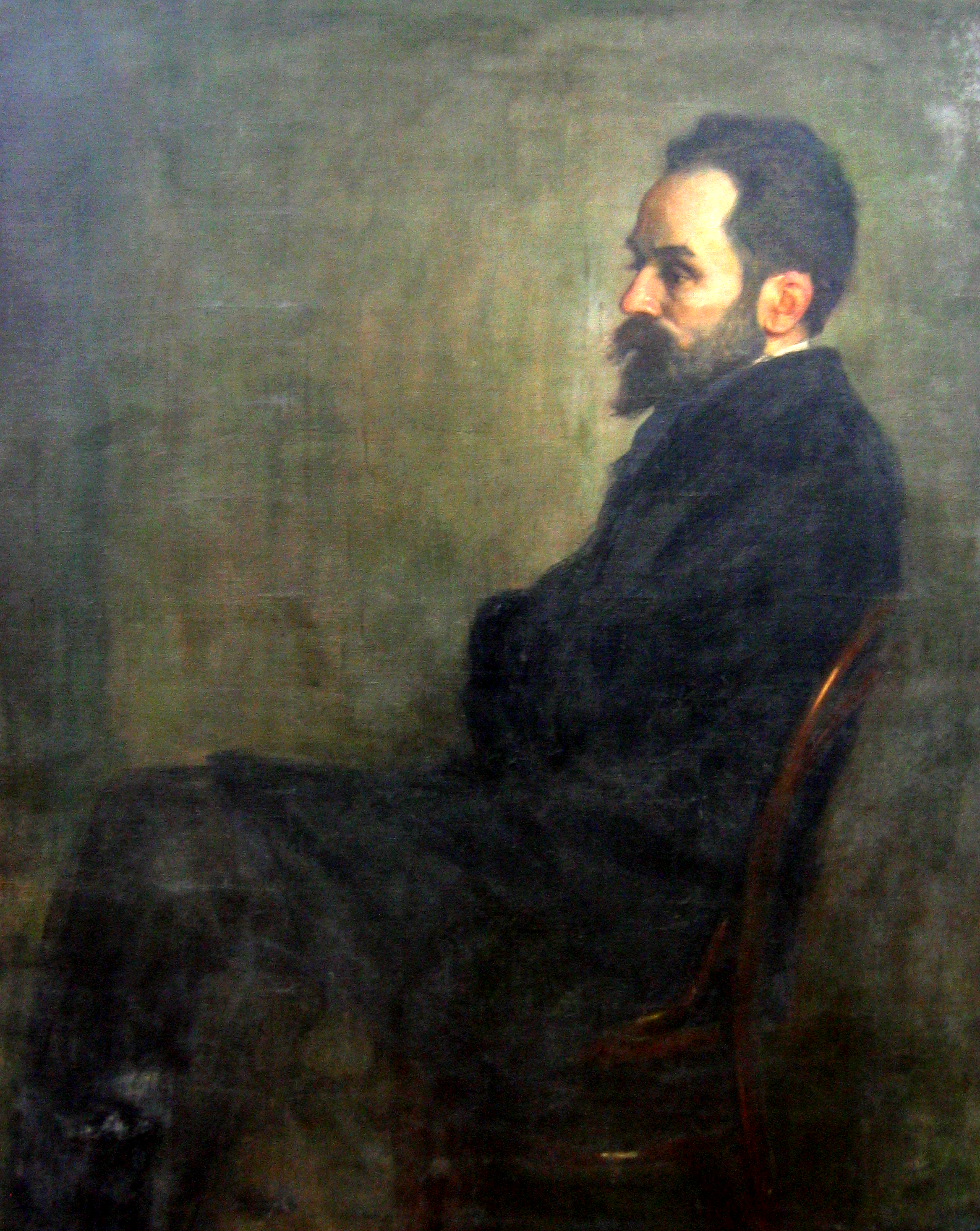
Eligiusz Niewiadomski, Portret Stefana Żeromskiego, 1900
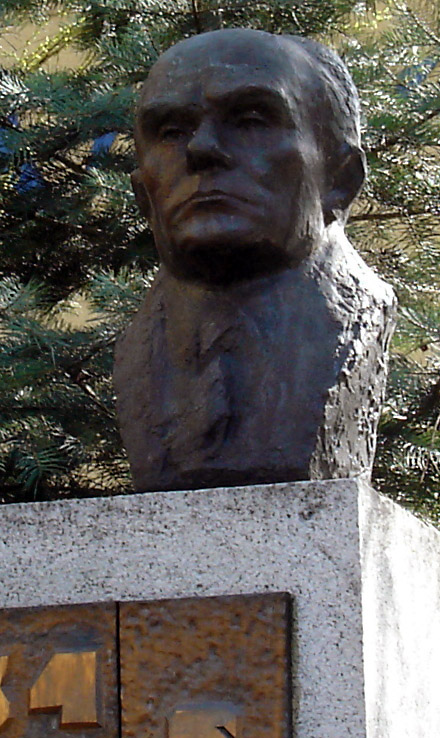
Fragment wzniesionego na warszawskiej Woli w 1990 pomnika dłuta Wiesława Müldnera-Nieckowskiego (ok. 1975)
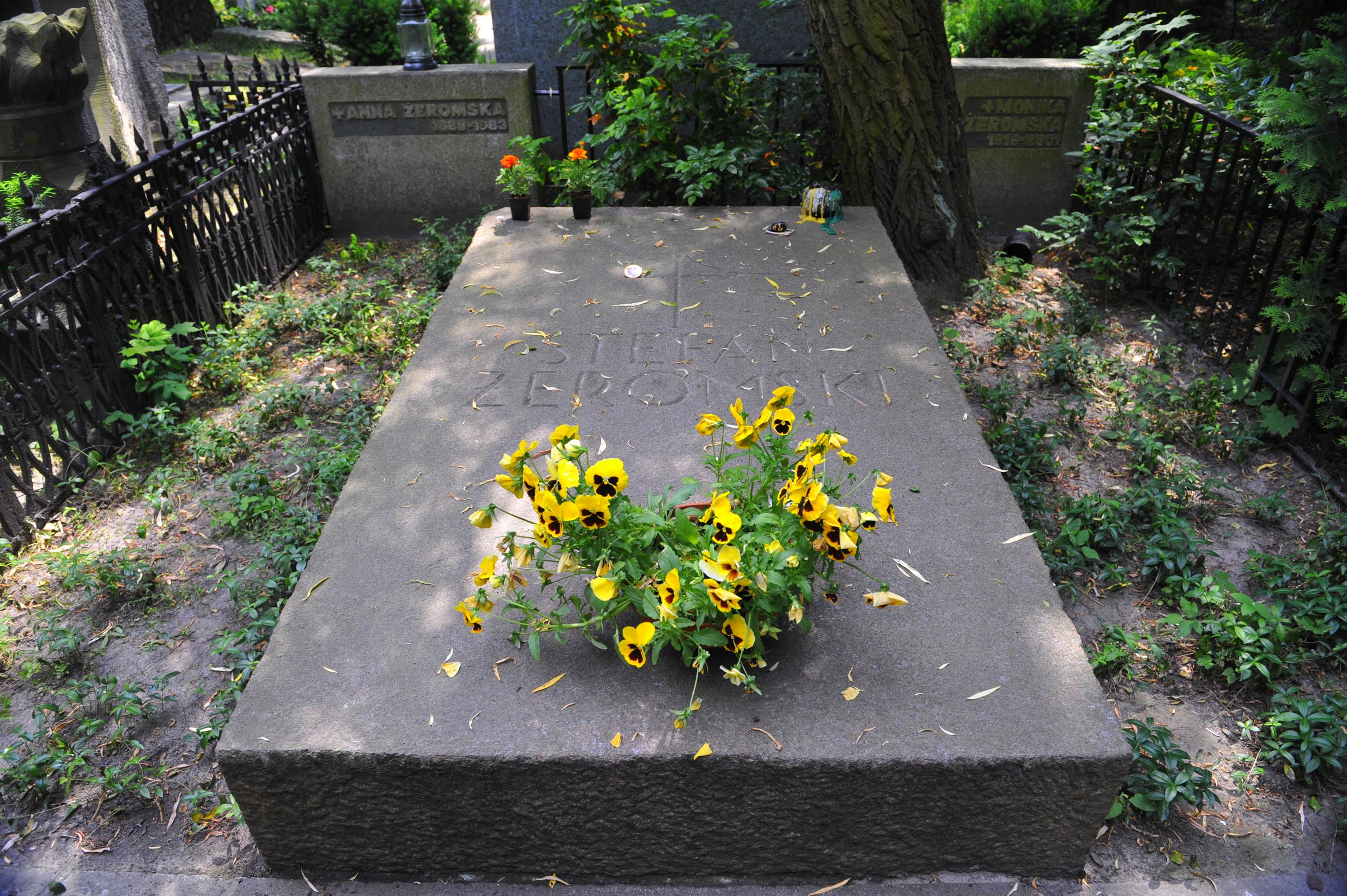
Grób Żeromskiego na cmentarzu ewangelicko-reformowanym w Warszawie
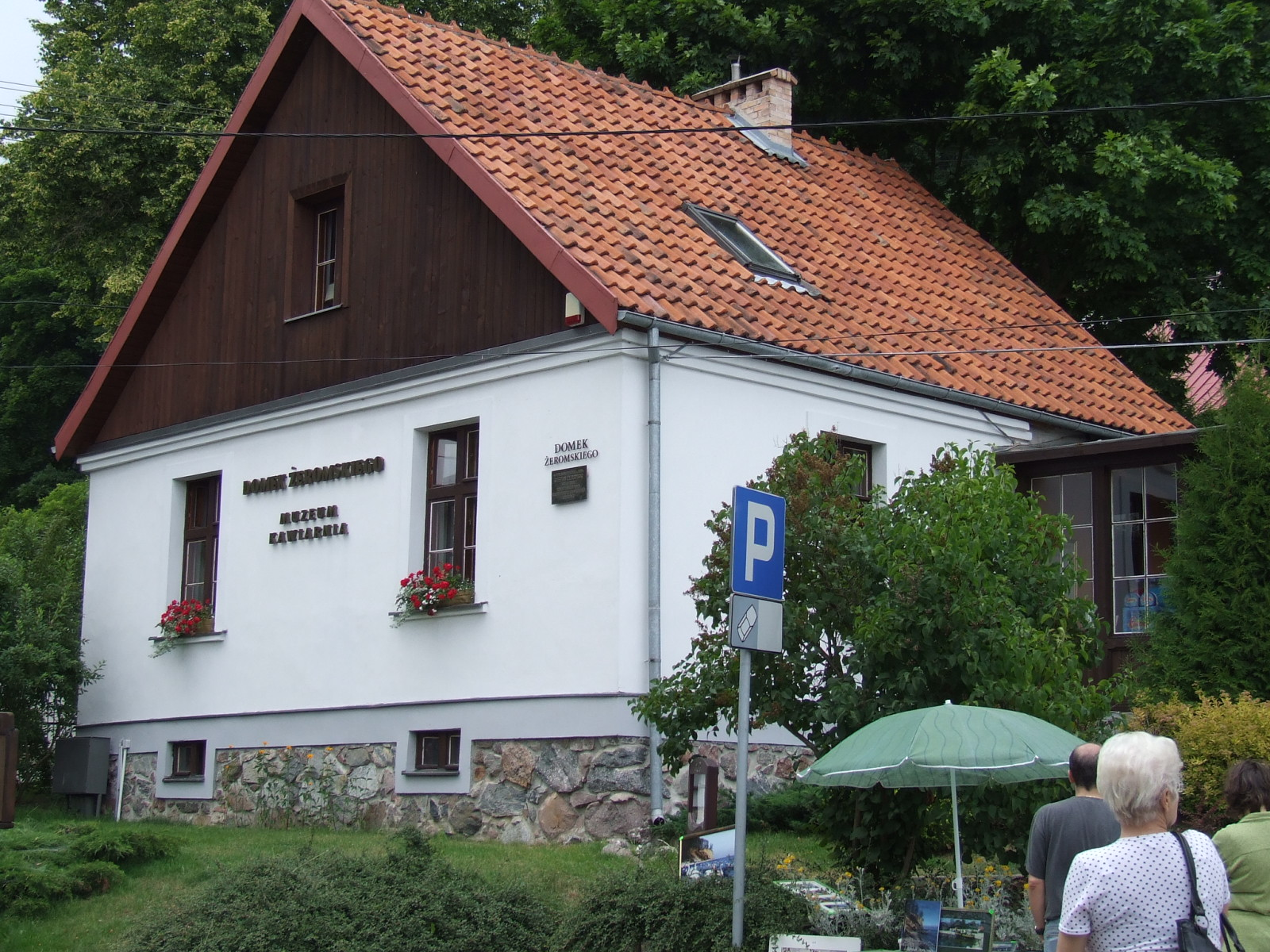
Dom w Gdyni-Orłowie, w którym Żeromski mieszkał w 1920
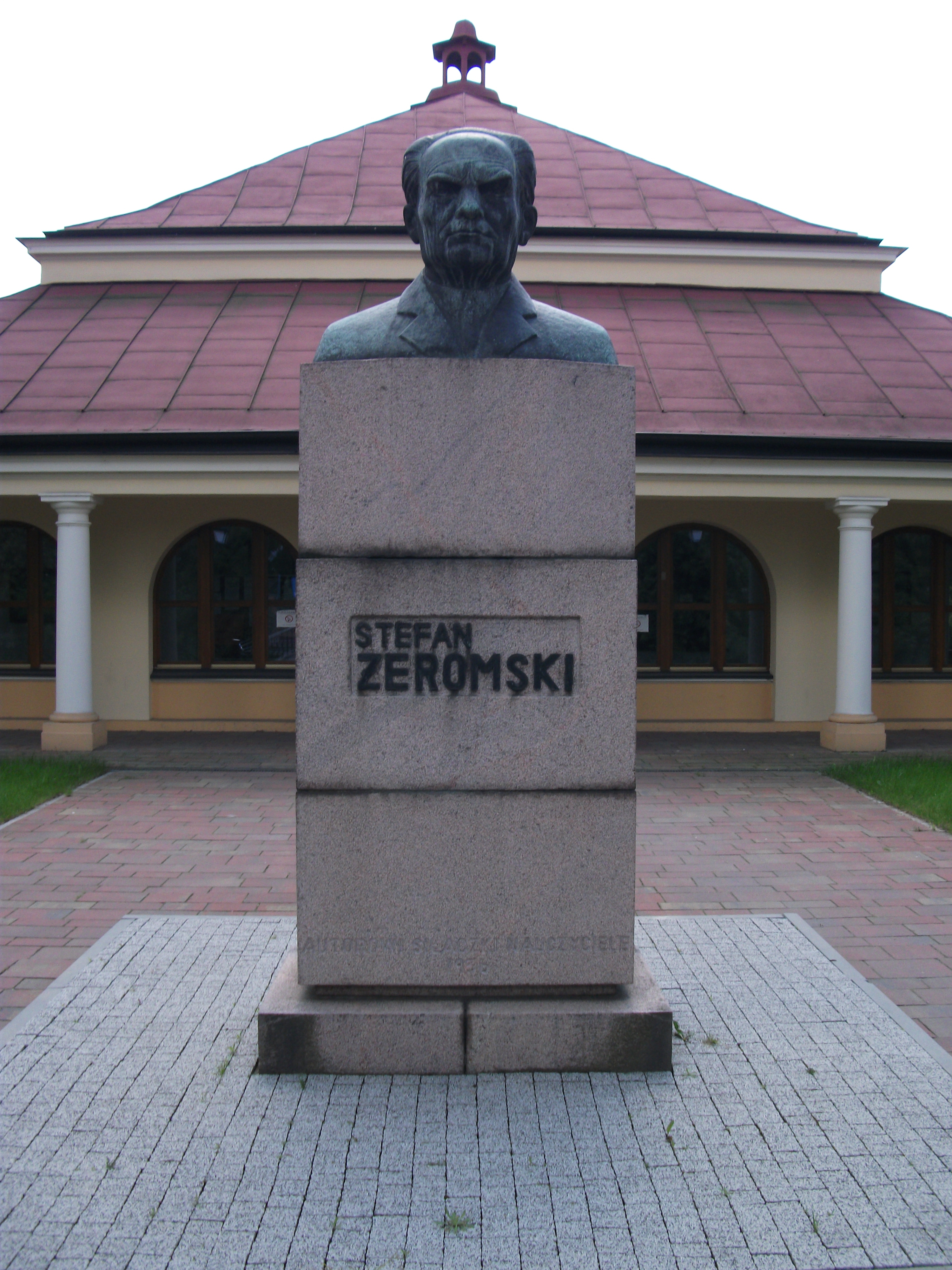
Popiersie Stefana Żeromskiego przed Kolegium Nauczycielskim w Zgierzu
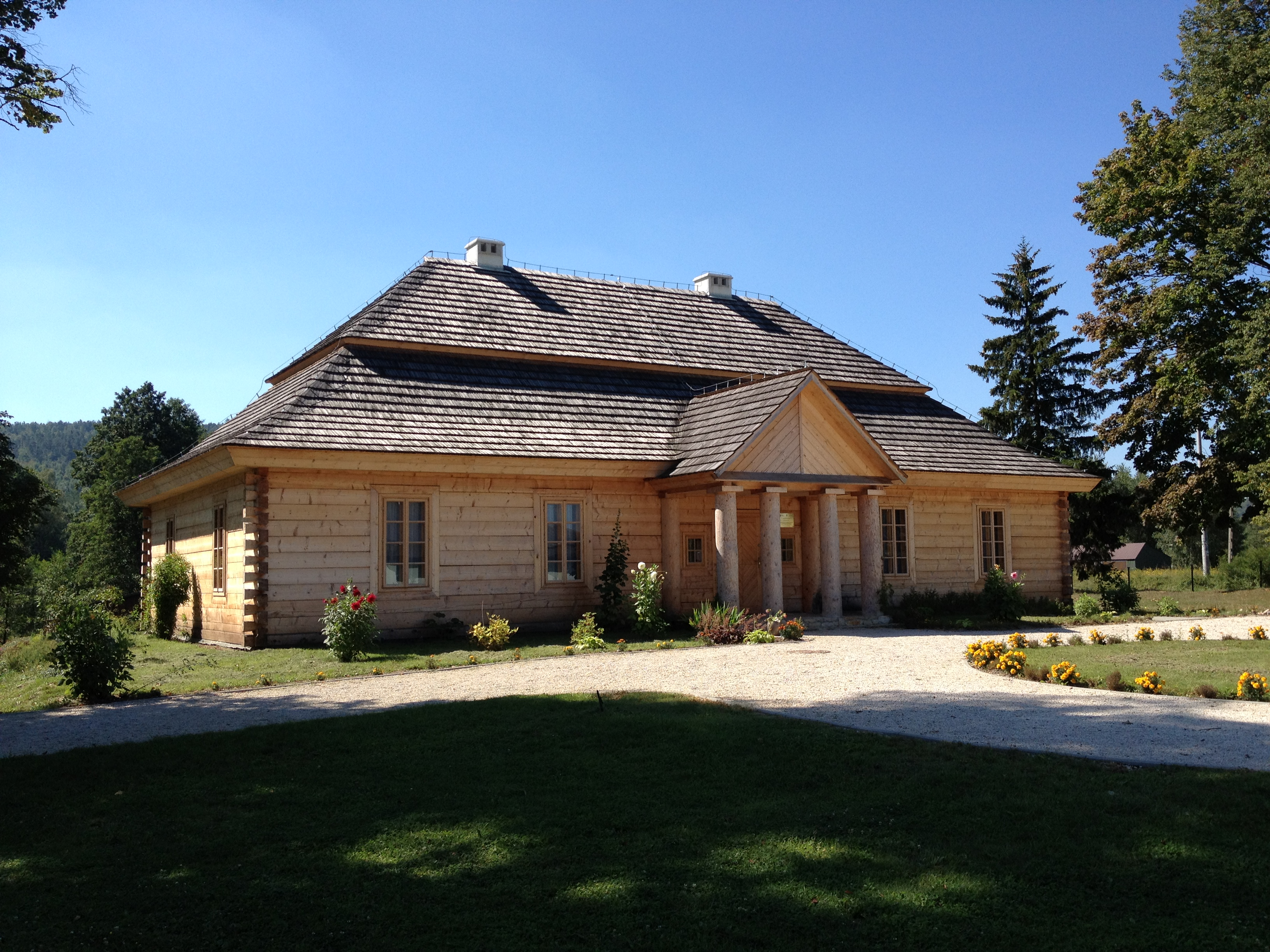
Rekonstrukcja dworku w Ciekotach, w którym przez 12 lat (1871–1883) Stefan Żeromski mieszkał wraz z rodzicami
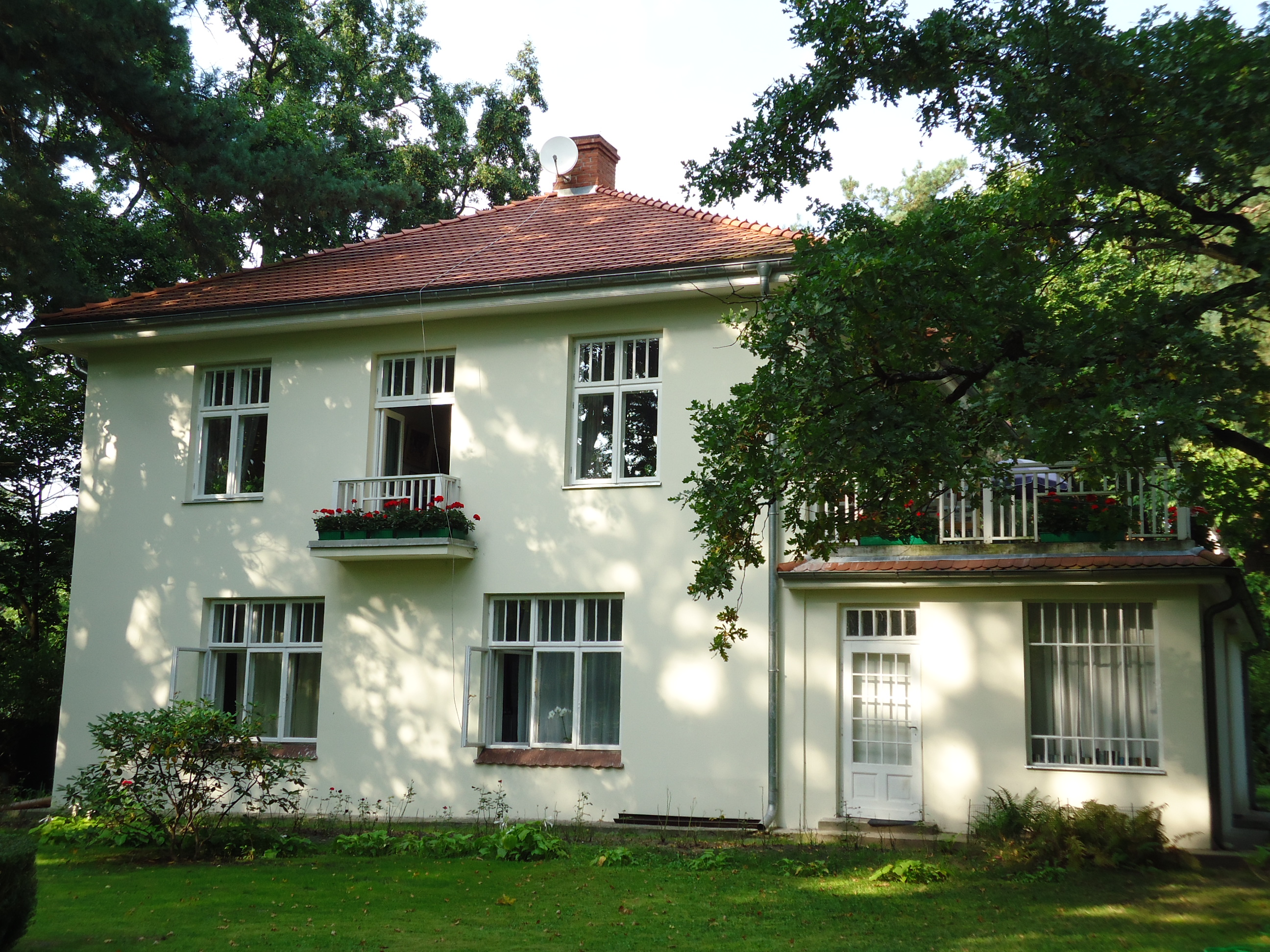
Dom Stefana Żeromskiego w Konstancinie (willa „Świt”)
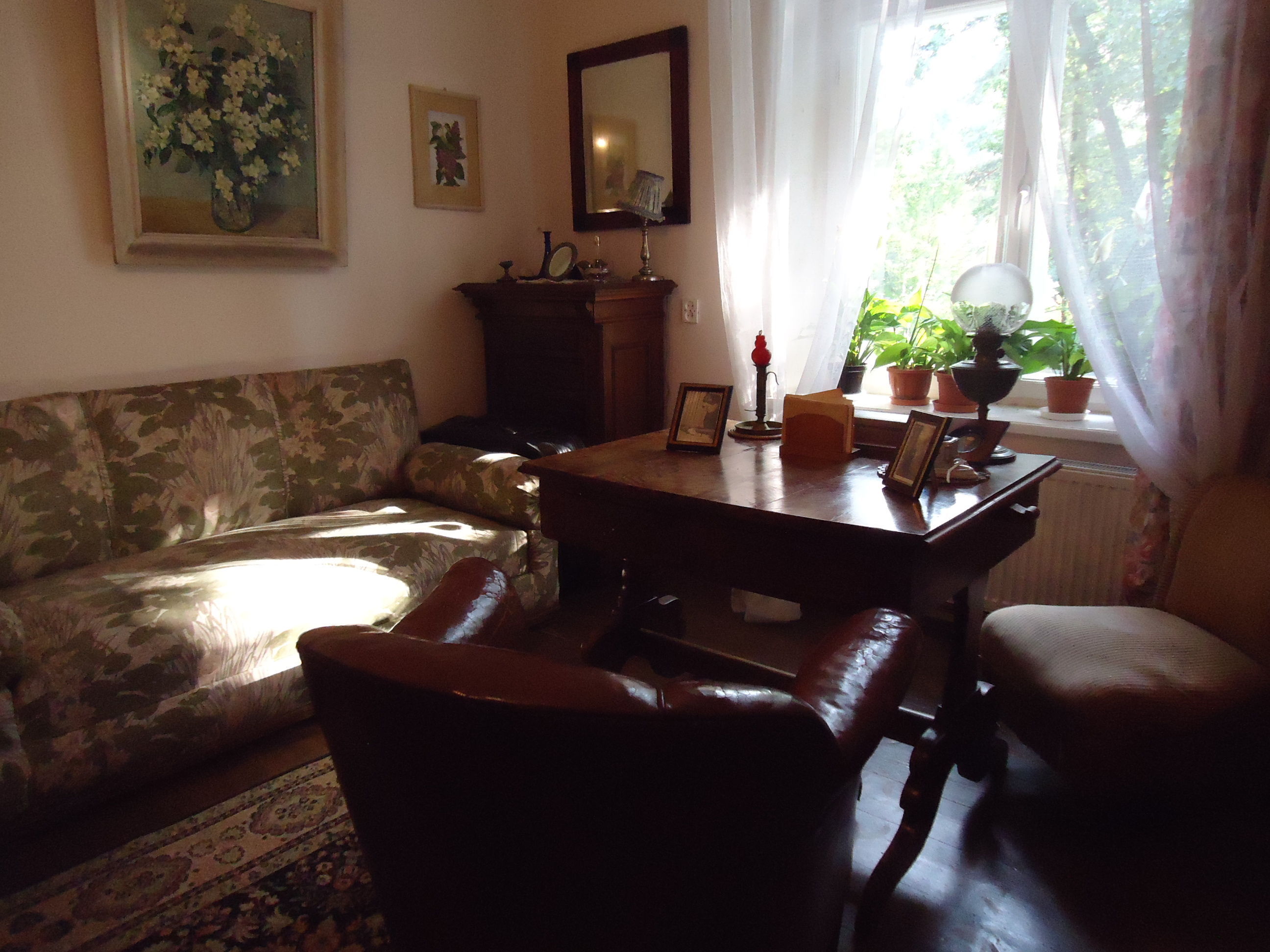
Wnętrze domu Stefana Żeromskiego w Konstancinie
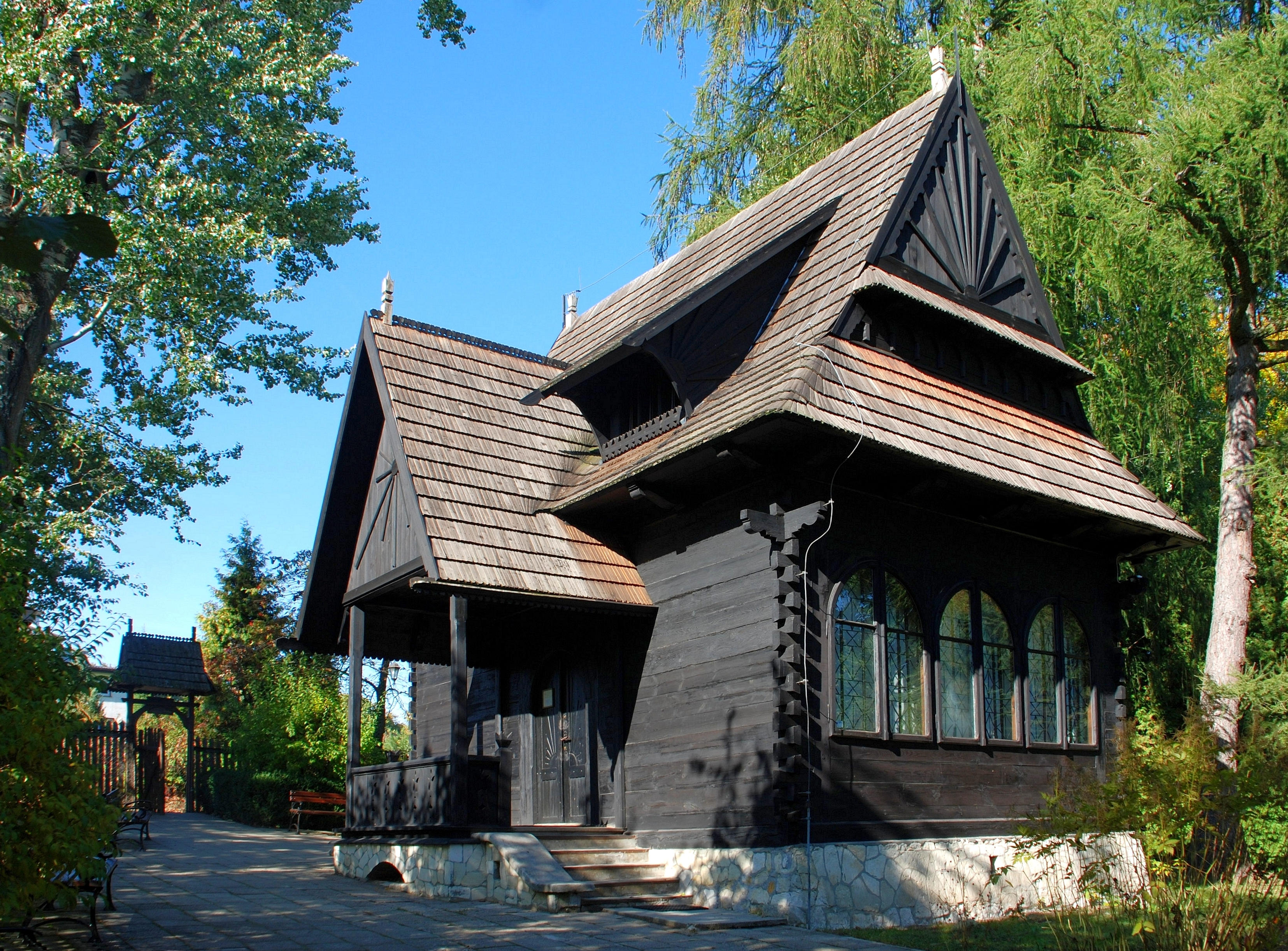
Muzeum Stefana Żeromskiego w Nałęczowie
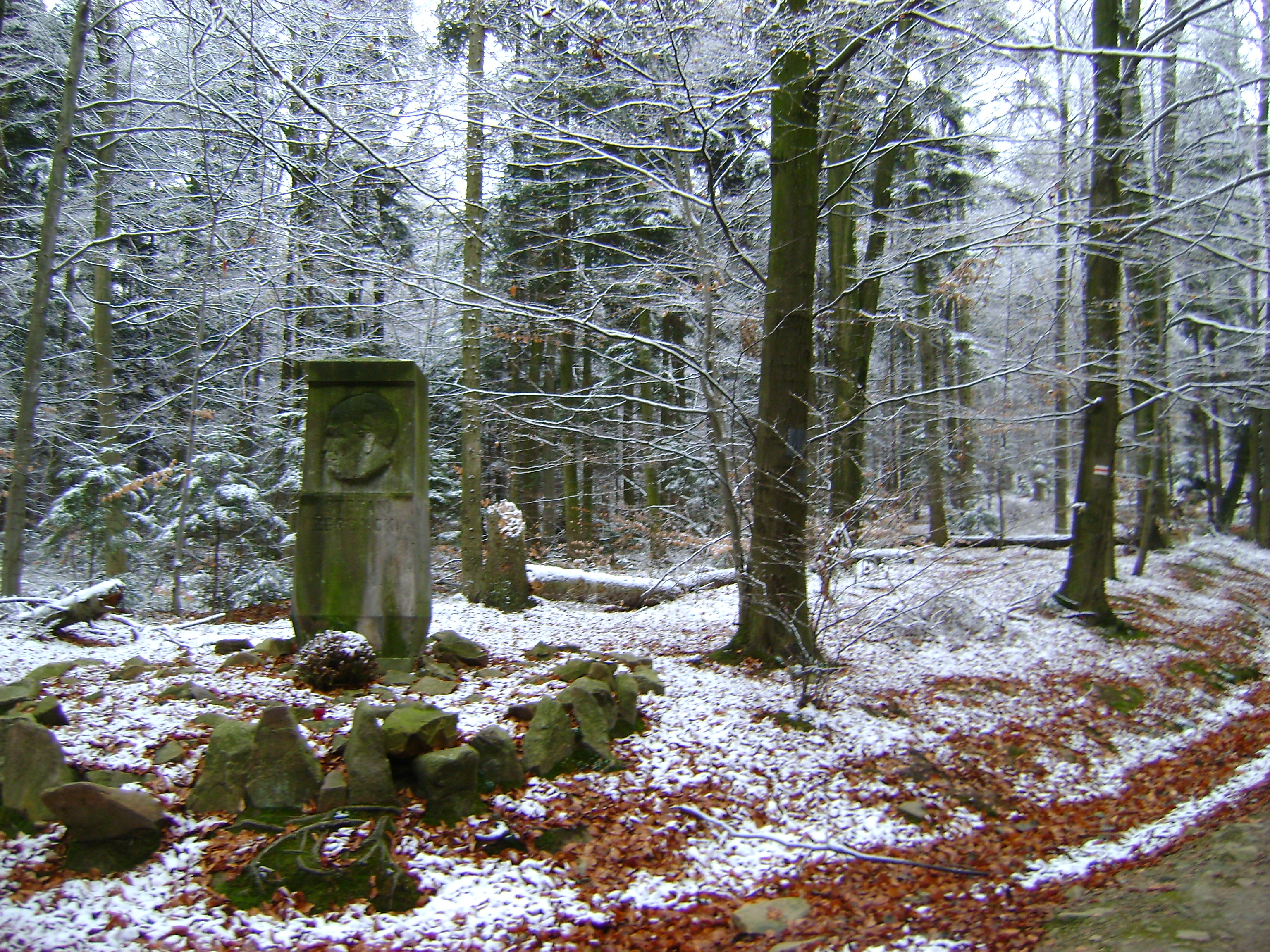
Pomnik Stefana Żeromskiego w Puszczy Jodłowej przy czerwonym szlaku turystycznym na Łysicę
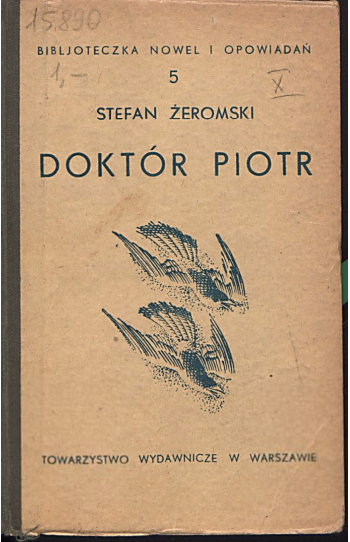
Okładka opowiadania Doktor Piotr autorstwa Stefana Żeromskiego. Książka została wydrukowana w Warszawie w 1936 w Drukarni Naukowej Towarzystwa Wydawniczego przez Jakuba Mortkowicza

## Upamiętnienie
W 1928 otwarto Muzeum Stefana Żeromskiego w Nałęczowie.
Przed 1939 była przyznawana nagroda naukowa miasta portowego Gdyni im. Stefana Żeromskiego (w 1938 otrzymał ją prof. Adam Szelągowski).
Poczta Polska wydała następujące znaczki z wizerunkiem Stefana Żeromskiego:
1. 30.04.1947 – seria „Kultura Polska – I wydanie” – znaczek o numerze katalogowym 424 A/B
2. 20.07.1947 – seria „Kultura Polska – II wydanie” – znaczek o numerze katalogowym 433 A/B
3. 10.06.1948 – blok „Kultura Polska” – znaczek o numerze katalogowym A 433
4. 21.09.1964 – znaczek o numerze katalogowym 1379 wydany z okazji 100. rocznicy urodzin
5. 14.10.2014 – znaczek o numerze katalogowym 4574 wydany z okazji 150. rocznicy urodzin

Pisarz jest patronem teatru kieleckiego. Jego imię nosi także Puszcza Jodłowa w Świętokrzyskim Parku Narodowym.
26 kwietnia 1997 udostępniona została do użytku publicznego placówka muzealna – Domek Stefana Żeromskiego w Gdyni-Orłowie, w którym pisarz przebywał w 1920.
W Krakowie w dzielnicy XVIII Nowa Huta znajdują się:
- Szpital Miejski Specjalistyczny im. Stefana Żeromskiego w Krakowie, który został nazwany jego imieniem w 1974. Przed wejściem do budynku znajduje się popiersie pisarza autorstwa prof. Mariana Koniecznego[61].
- ulica Stefana Żeromskiego.
- jedno z osiedli w Nowej Hucie nazwano Szklane Domy na pamiątkę wizji „szklanych domów” z Przedwiośnia[61].

Od maja 2011 r. Stefan Żeromski "zasiada" na ławeczce przed gmachem Miejskiej Biblioteki w Siedlcach, która w latach 1960–1975 nosiła jego imię.
Żeromski jest patronem ławeczki w Parku Ratuszowym w Krakowie w dzielnicy XVIII Nowa Huta, o czym informuje tabliczka. Patroni ławeczek w przestrzeni publicznej są wybierani w ramach projektu Kody Miasta realizowanego przez Krakowskie Biuro Festiwalowe, operatora tytułu Kraków Miasto Literatury UNESCO, którym Kraków został uhonorowany w 2013. Ponadto jest patronem ławeczki w Opocznie, która znajduje się przy I Liceum Ogólnokształcącym im. Stefana Żeromskiego.
W Warszawie w dzielnicy Żoliborz znajduje się Park im. Stefana Żeromskiego.
W 2014 r. z okazji 150. rocznicy urodzin Stefana Żeromskiego Narodowy Bank Polski wyemitował dwie upamiętniające go monety kolekcjonerskie: złotą o nominale 200 złotych oraz srebrną o nominale 10 złotych.
Uchwałą Sejmu RP X kadencji z 24 lipca 2024 zdecydowano o ustanowieniu roku 2025 „Rokiem Stefana Żeromskiego” z okazji 100. rocznicy śmierci pisarza.

## Stefan Żeromski w filmie
Stefan Żeromski pojawia się w serialu i filmie Polonia Restituta w reżyserii Bohdana Poręby. Rolę pisarza grał Ignacy Gogolewski.